# Колумбиана (окръг, Охайо)
Окръг Колумбиана (на английски: Columbiana County) е окръг в щата Охайо, Съединени американски щати. Площта му е 1386 km², а населението - 112 075 души (2000). Административен център е село Лизбън.